# 数据中心
，指用于安置计算机系统及相关部件的设施，例如电信和储存系统。一般它包含冗餘和备用電源供應，冗余数据通信连接，环境控制（例如空调、灭火器）和各种安全设备。大型数据中心消耗的电約與一个小城镇工业业务规模一样多。据估计，2022年全球数据中心的耗电量为 240-340 太瓦时（TWH），约占全球电力需求的 1-1.3%。这不包括加密货币挖矿所用的能源。

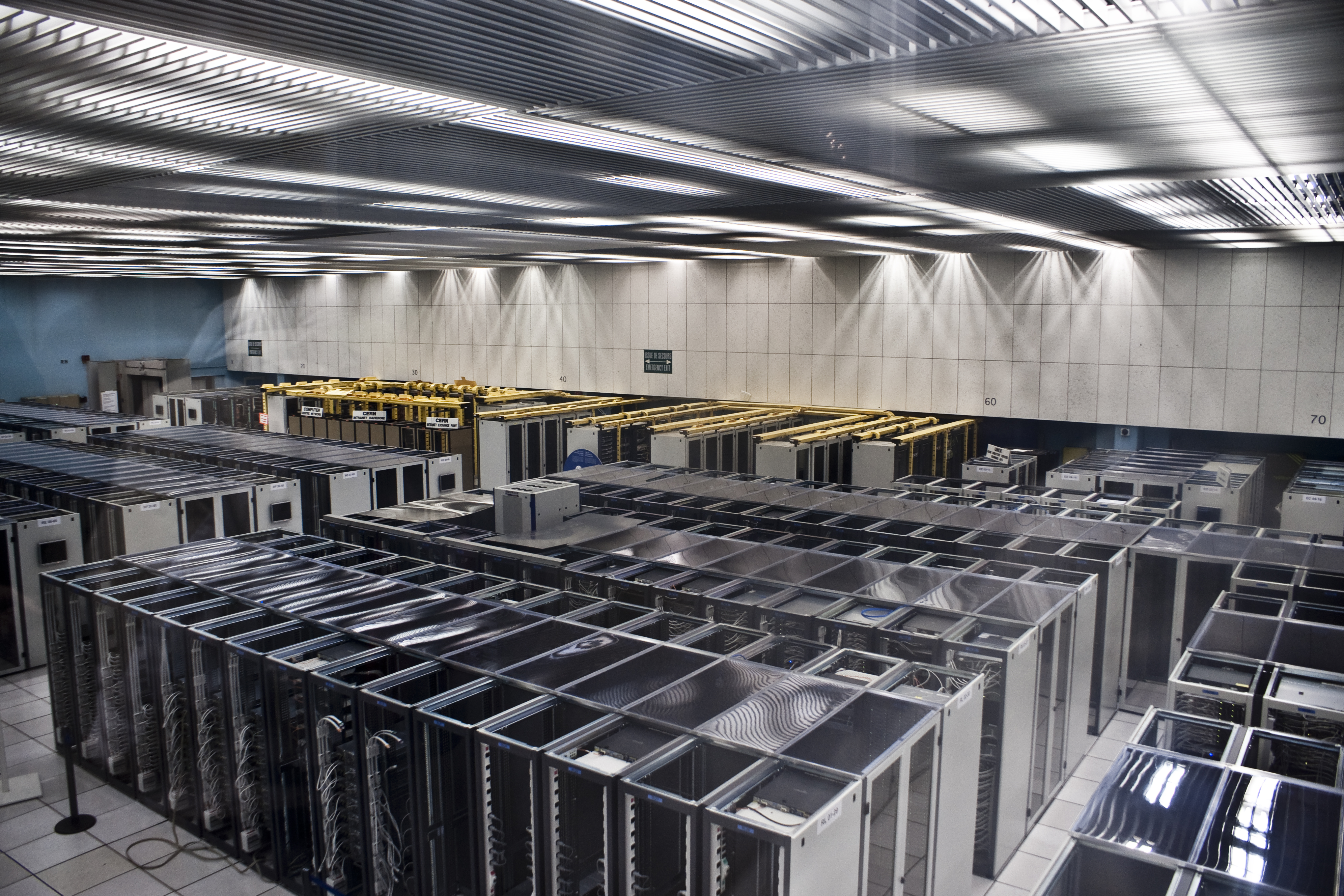
歐洲核子研究組織（CERN）的資料中心

数据中心在规模、电力要求、冗余度和整体结构方面差异很大。用于划分数据中心类型的四个常见类别是现场数据中心（onsite data centers）、主机代管设施（colocation facilities）、超大规模数据中心（hyperscale data centers）、和边缘数据中心（edge data centers）。

## 历史

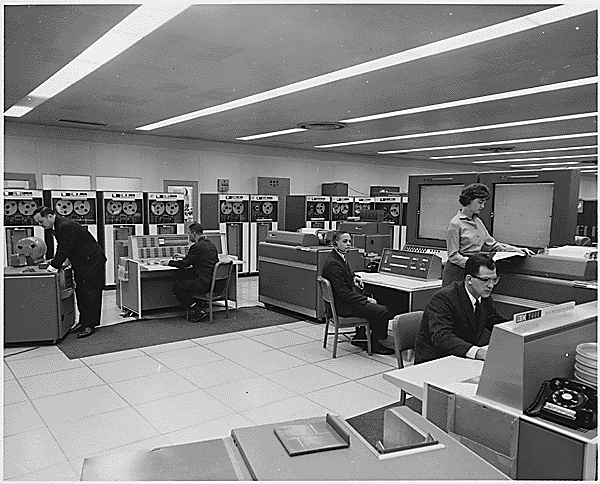
美国国家航空航天局（NASA）任务控制计算机房，1962年

数据中心起源于1940年代的大型计算机房，電子數值積分計算機 (ENIAC) 就是其中的典型代表，也是最早的数据中心之一。早期的计算机系统操作和维护复杂，需要一个特殊的运行环境。连接所有组件需要许多电缆，因此设计了各种方法来容纳和组织这些电缆，如安装设备的标准机架、高架地板和电缆托盘（安装在高架地板的上方或下方）。单台大型计算机(mainframe)需要大量电力，而且必须冷却以避免过热。安全变得非常重要—计算机价格昂贵，而且经常用于军事目的。因此，设计人员制定了控制进入计算机房的基本设计准则。
数据中心是全球协作的特定设备网络，用来在网络基础设施上传递、加速、展示、计算、存储数据信息。
在繁荣的微型计算机行业，尤其是在1980年代，计算机开始四处发展，在很多案例中很少有或没有操作需求。然而，随着信息技术（IT）的发展，操作开始变得复杂，公司渐渐地认识到需要控制IT资源。随着客户端－服务器计算的出现，在1990年代，微型机（被称为服务器 servers）开始在旧计算机房间中寻找他们的位置。便宜网络设备的可用性，外加网络电缆的新标准，使得在公司内的一个房间中使用分层设计来放置服务器的可能，在这个时刻被公认并不断流行开来。

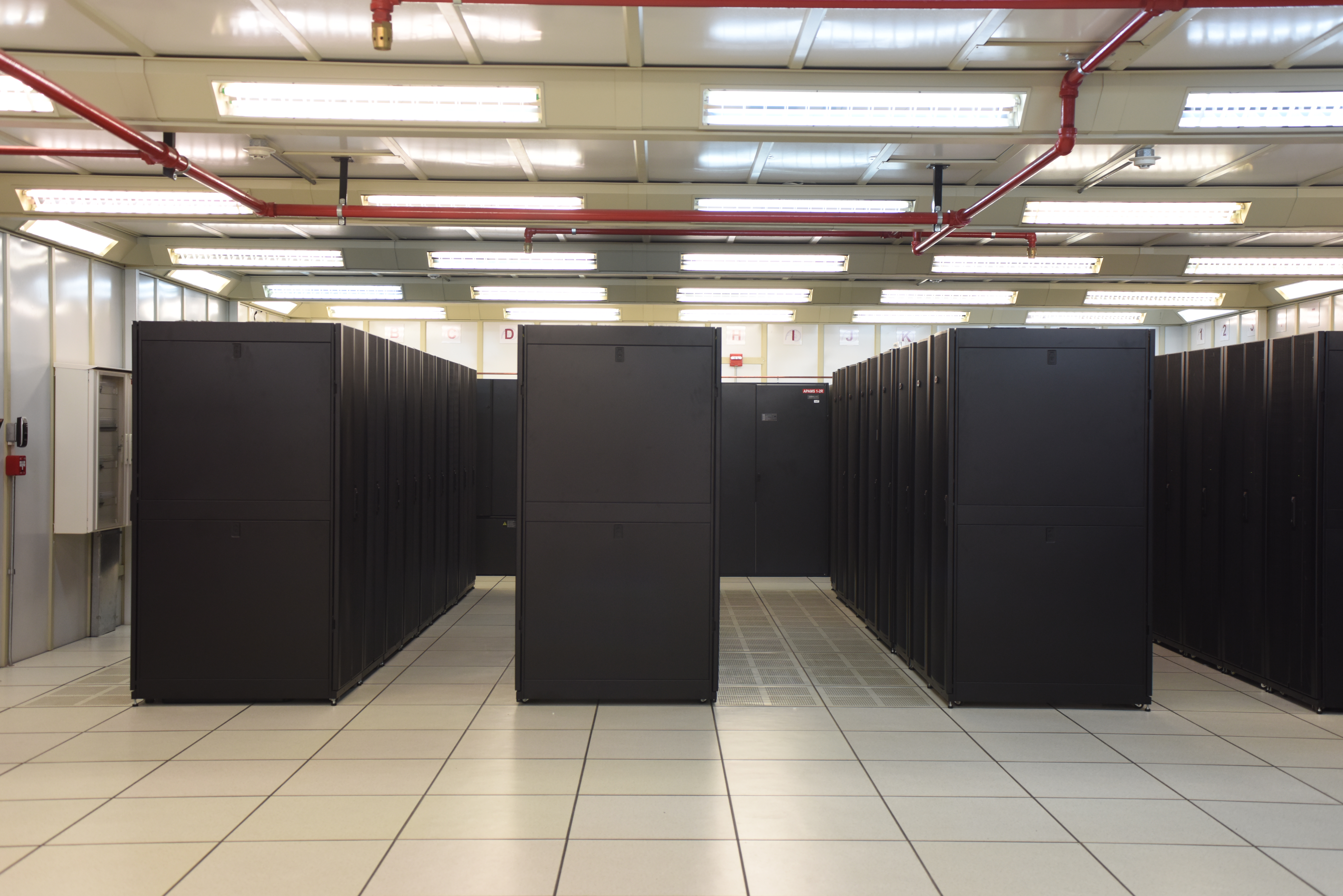
ARSAT卫星公司的数据中心（2014年）

1997年至2000年互联网泡沫期间，数据中心迎来了繁荣。公司需要快速的網絡连接，以及不断的部署系统并出现在網絡上。安装这种设备对于许多小公司是不可行的。许多公司开始建设非常大的设施，称为互联网数据中心（IDC），其提供增强的功能，例如交叉备份：“如果贝尔大西洋公司的一条线路被切断，我们可以将它们转移到……以最大限度地减少停机时间。”
它提供了商业上的系统部署和操作的解决方案。新技术和实践被设计用来处理测量和如此巨大测量操作的操作需求。
从2007年起，数据中心设计、构建和运作是一个众所周知的学科。它的标准文档来自于可信任的专家组，如电讯产业联合会，详细说明数据中心设计的需求。众所周知数据中心可用性的操作韵律学能够用来评估商业中断的影响。有许多开发在操作实践中被完成，并且设计了友好环境的数据中心。
云数据中心 (cloud data centers, CDCs) 这一术语已被使用。数据中心的建设和维护通常成本很高。这些术语之间的区别越来越小，它们正被整合到数据中心这一术语中。
2010年代，全球数据中心市场稳步增长，后半段增长明显加快。据高德纳咨询公司 (Gartner) 称，尽管2019冠状病毒病疫情带来了经济挑战，但2021年全球数据中心基础设施支出达到$2000亿美元，比2020年增长了 6%。
2010年代后期和2020年代初，人工智能和机器学习应用发生了重大转变，推动了全球对更强大、更高效的数据中心基础设施的需求。截至2021 年3月，全球数据生成量预计将从2020年的64.2 泽字节 (ZB)增长到2025年的 180 ZB以上。
在最近的发展热潮中，美国已确立了数据中心基础设施的领先地位，截至2024年3月，美国拥有5,381个数据中心，是全球数据中心数量最多的国家。据全球咨询公司麦肯锡公司称，到2030年，美国市场需求预计将从2022年的17 GW翻一番，达到35 GW (吉瓦)。截至 2023 年，美国约占全球市场的40%。
美国电力研究所 (EPRI) 于2024年5月发布的一项研究估计，到2030年，美国数据中心的电力消耗可能占该国发电量的4.6%至9.1%。截至2023 年，美国约80%的数据中心负载集中在15个州，其中弗吉尼亚州和德克萨斯州最多。

## 现代数据中心的需求
现代化和数据中心转型可提高性能和電效率。

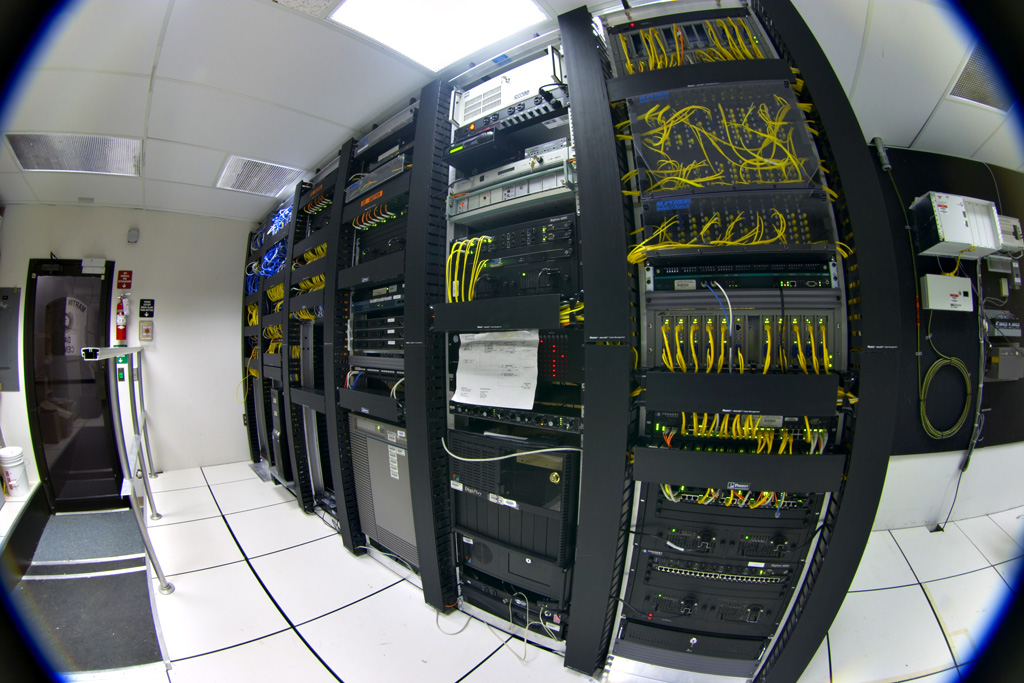
数据中心部分区域的电信设备机架

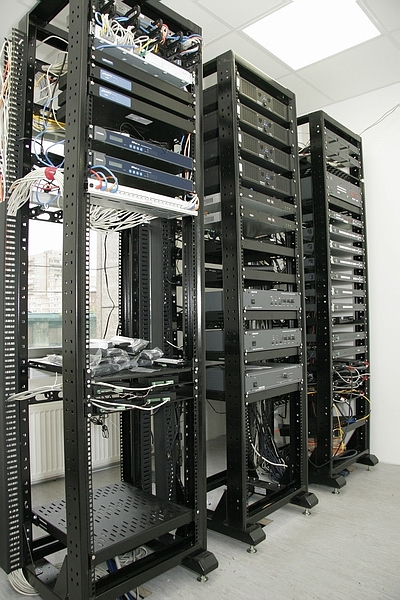
机架式服务器构成的机房

信息安全也是一个令人担忧的问题，因此，数据中心必须提供安全的环境，以最大限度地减少安全漏洞的可能性。因此，数据中心必须保持高标准，以确保其托管计算机环境的完整性和功能性。
行业研究公司国际数据公司 (IDC) 估计，数据中心的平均使用年限为9年。另一家研究公司高德纳咨询公司表示，使用年限超过7年的数据中心已经过时。数据的增长（到2025年将达到 163 泽字节 (ZetaBytes, ZB)）是推动数据中心现代化需求的一个因素。
关注现代化并不是什么新鲜事：2007年人们就曾谴责过对过时设备的担忧，2011年，Uptime Institute 也曾担心其中设备的使用年限。到2018年，人们的担忧再次转移，这次是员工的年龄：“数据中心员工的老化速度比设备更快。”

### 满足数据中心标准
电信行业协会制定了数据中心电信基础设施标准，规定了数据中心和计算机机房基础设施（包括单租户用户企业数据中心和多租户用户互联网托管数据中心）的最低要求，本文档中提出的拓扑结构适用于任何规模的数据中心。
Telcordia GR-3160（NEBS对电信数据中心设备和空间的要求）提供了电信网络内的数据中心空间的指导方针，以及在这些空间中被安装设备的环境要求——这些标准是由Telcordia和行业代表共同制定。其可应用于容纳数据处理或信息技术(IT)设备的数据中心空间。该设备可用于:
- 经营、管理运营商电信网络
- 直接为运营商客户提供基于数据中心的应用
- 为第三方提供托管应用程序，向其客户提供服务
- 提供以上类似数据中心应用程序的组合

## 数据中心分类
在 TIA-942:Data Center Standards Overview 中描述了数据中心基础架构的等級分類。依據對資訊容錯的設備和網絡設計，從最简易無容錯設計的第一階 (Tier1)，單一網絡而個別設備有容錯配置的第二級，雙重網絡備用但只單一運行的第三級，到完全重疊容錯、多重網絡同時運行的第四階 (Tier 4)。目前新的大型数据中心都是第四階，以完全的重疊網絡設計并且划分安全区域，並且提供足夠的備份和備載容量以確保數據中心的不中斷安全運行。
另外在 ANSI/BICSI 002-2014 (Data Center Design and Implementation Best Practices) 中, 以數據中心的可靠性和可用性 (Reliability and Availability) 分成第0級到第4級。
不同類別的數據中心會有不同的設計考量，從地點的選擇開始，到外部電力運載需求、物理佈局、冷卻系統 (空調) 的考量、內部供電系統的設計、防火防震自然災害、以及安全防護等等的設計都需要在開始建設數據中心前就考慮決定好。

## 数据中心设计
几十年来，数据中心设计领域一直在向各个方向发展，包括大小不等的新建筑以及对现有设施的创造性再利用，如废弃的零售空间、旧盐矿和战争时期的掩体。
当地建筑规范可能规定了最低天花板高度和其他参数。数据中心设计中的一些考虑因素包括：

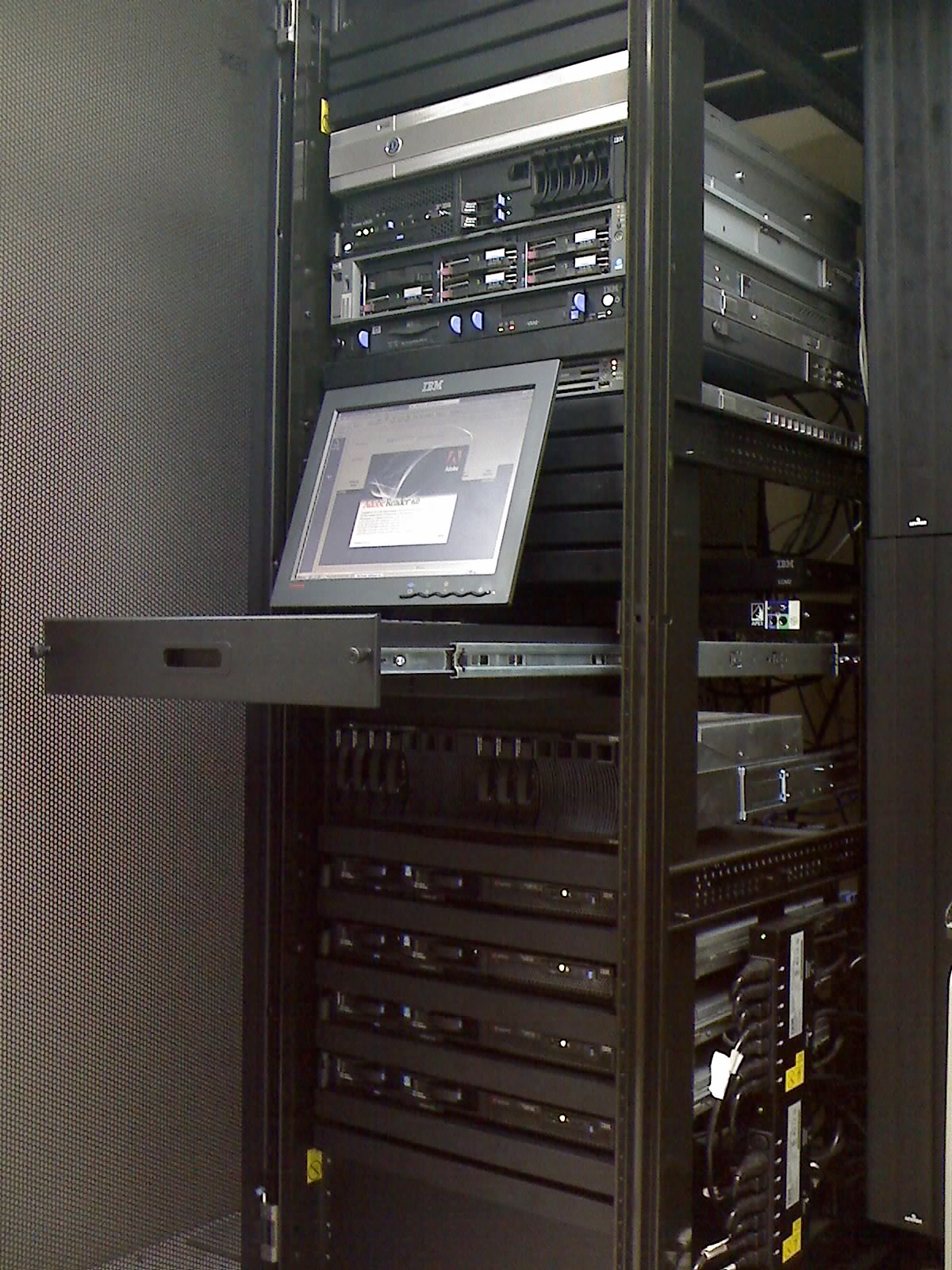
典型的服务器机架，常见于主機託管.

- 大小 - 建筑物的一个房间、一个或多个楼层或整个建筑物，
- 容量 - 可容纳多达或超过1,000台服务器[48]
- 其他考虑因素 - 数据中心的空间、电力、冷却和成本。[49]
- 机械工程基础设施 - 供暖、通风和空调 (HVAC)；加湿和除湿设备；增压。[50]
- 电气工程基础设施设计 - 电力服务规划；电源的配电、切换和旁路；不间断电源 (UPS) 系统；等等。[50][51]

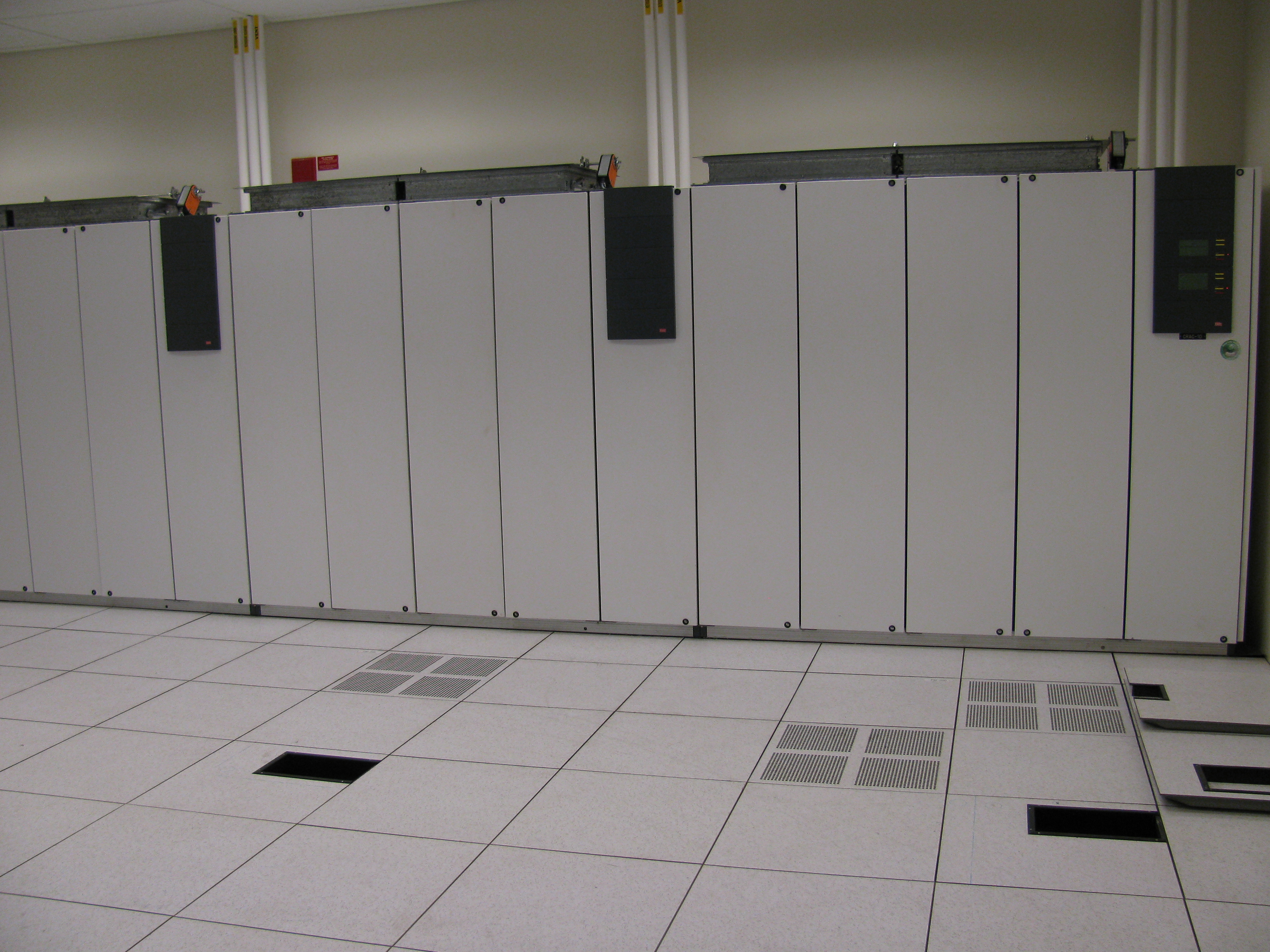
数据中心CRAC冷却

### 物理布局
一个数据中心占用一幢大楼的一个房间，一层或多层，甚至整栋大楼。大部份的设备常常放在具有19英寸的隔层的机架中。这些机架成排放置，形成一个走廊。这允许人们从前面或后面访问隔层。服务器从1U的服务器到独立筒仓的存储设备在尺寸上有很大的不同，存储设备要占掉很多块地砖。一些设备，像大型计算机和存储设备常常像他们的机架那么大，并被放在他们的旁边。非常大的数据中心可以使用集装箱来放置，每个集装箱可以放置1000或者更多的服务器；当有维修或升级需要的时候，整个集装箱会被替换而不是维修单个的服务器。本地编译的代码可以控制最小的上升限度。
数据中心的物理环境是严格受控的：

### 空调
- 空调控制数据中心的温度和湿度。ASHRAE's“数据处理环境的热量指导”建议温度在18-27 °C并且湿度在60％以下，以数据中心最佳条件17 °C作为最大上限。电源会加热数据中心里的空气。除非热量被移走否则温度会持续上升，导致电源设备故障。通过控制空气温度，服务器组件在搁板层保持着制造商说明的温度/湿度范围。空调系统通过冷却来回的在露点以下的空间空气，帮助控制湿度。太湿的话水开始在内部组件上浓缩。假使空气干燥，辅助潮湿系统会增加水蒸气，如果湿度太低，将导致静电放电问题，那将损坏组件。地下的数据中心比起常规的设计，能够花费更少而保持计算机设备冷却。
- 现代数据中心试图使用节约装置冷却，在那里他们使用外界空气来保证数据中心冷却。华盛顿州有几个数据中心一年11个月使用外部空气冷却所有的服务器。没有使用冷却机或空调，节省了数百万電費。除此之外，隨著運算晶片排放的廢熱愈來愈高，液體冷卻技術已成為資料中心的主流選項，能更有效率地為伺服器散熱。[52]

### 供电

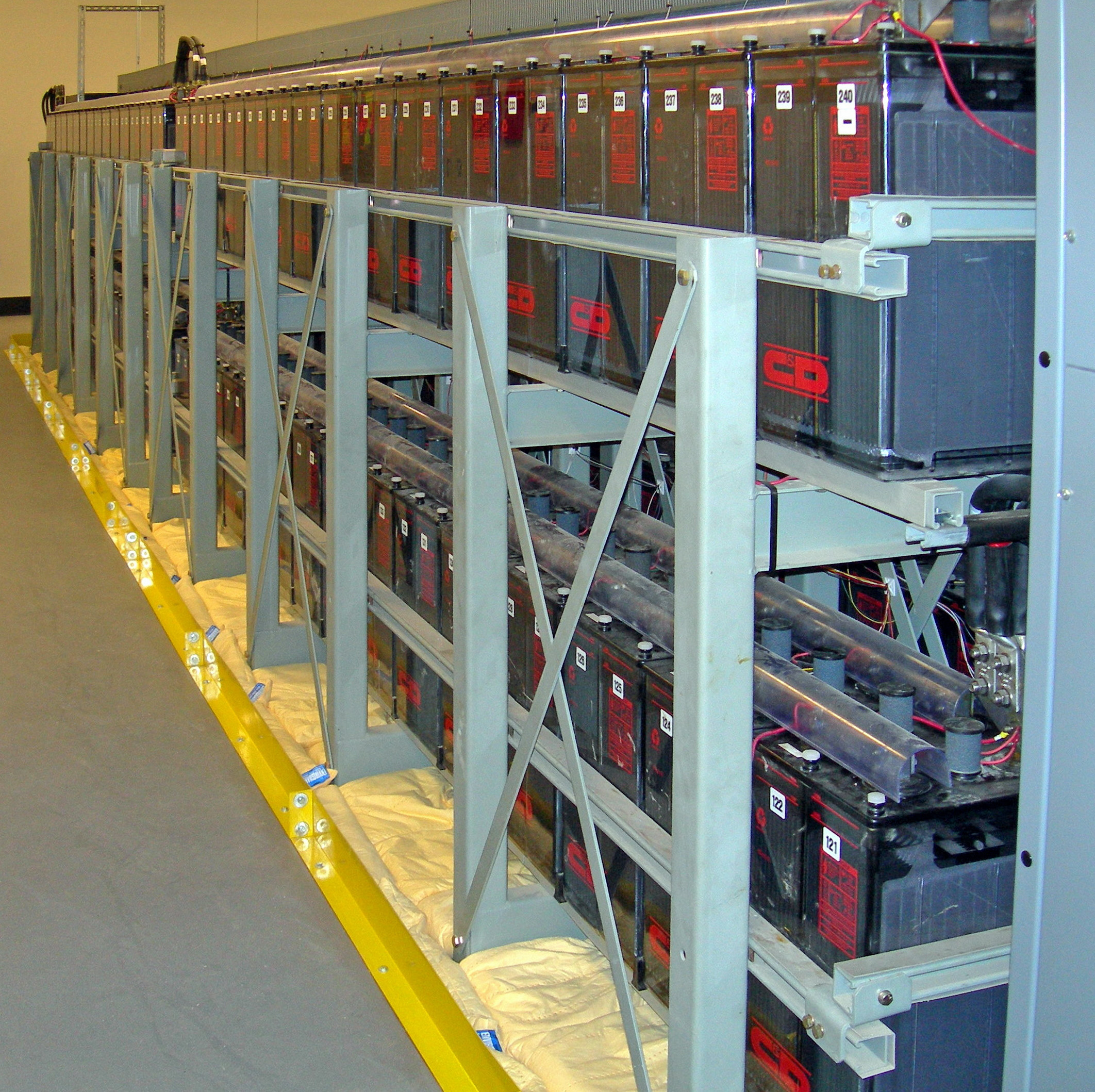
在大型数据中心的一组电池，用来提供电力，直到柴油发电机可以启动。

- 备份电源由一个或多个不间断电源供应和、或者柴油机或燃氣发电机组成。[53]
- 为了防止单一故障点（英语：Single point of failure），所有的电系统元素，包括备份系统，都典型的完全复制，并且关键服务器连接两个电源（"A-Side" and "B-Side"）区域。这种安排常常用于完成系统的N＋1冗余。静态电闸有时被用于在电源故障事件中保证瞬时转换一个到另一个。
- 数据中心典型地使用升高60 cm（2英尺） 的地面，可移动的方块砖。现在的趋势是80—100 cm（31—39英寸），空闲区域的增加是为了更好的保证空气流通。这种供应是为了空气在地下充分流通，作为条件系统的一部分，也是为电力电缆提供空间。在现代数据中心的数据电缆典型是使用架空电缆。但是有些出于安全原因还是将他们置与地板下，并且有必要增加在架子上的冷却系统。更小/更少花费的数据中心没有升高地面而是使用相反的静态地砖在地面上。计算机电缆常常放置在走廊中，以保证最大化的气流效率。

### 防火

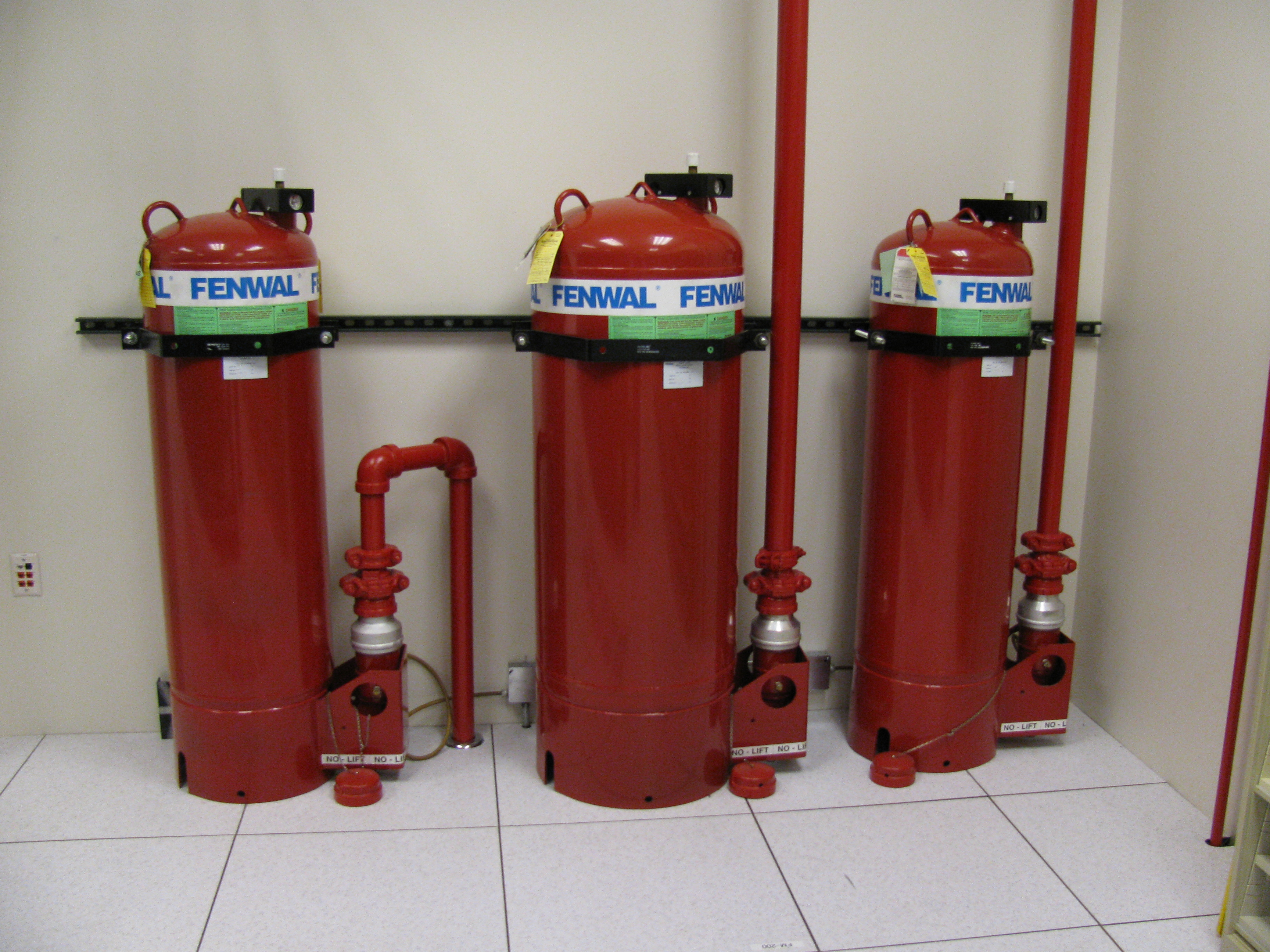
FM200灭火系统储罐。

数据中心采用防火系统，包括被动的和主动的设计元素，并在业务运行中实施防火计划。通常会安装烟雾探测器，以便在火灾初期发出预警。
虽然由于印制电路板的脆弱性，主机房通常不允许使用湿管的系统，但仍有一些系统可用于设施的其他部分或冷/热通道空气循环系统中的封闭系统，如:
- 自動灑水系統
- 喷雾，利用高压产生极小的水滴，由于水滴的性质，可用于敏感的房间。

不过，也有其他灭火方法，特别是在敏感地区，通常使用气体灭火，其中三氟溴甲烷气体(哈龙1301, Halon 1301)最受欢迎，直到发现其生产和使用的负面影响。 （页面存档备份，存于）

### 保安  (安保)
物理访问通常受到限制。分层安全通常从围栏、系缆桩和门禁系统开始。 如果数据中心规模较大或包含敏感信息，则几乎总会有攝影機监控和长期保安員。指纹识别门禁系统已开始普及。
一些数据保护法规要求对访问进行记录；一些组织将此与访问控制系统紧密联系在一起。可在主入口、内部房间入口和设备机柜处输入多个日志。机柜的门禁控制可与智能配电装置集成，从而通过同一设备将锁联网。

## 流動數據中心

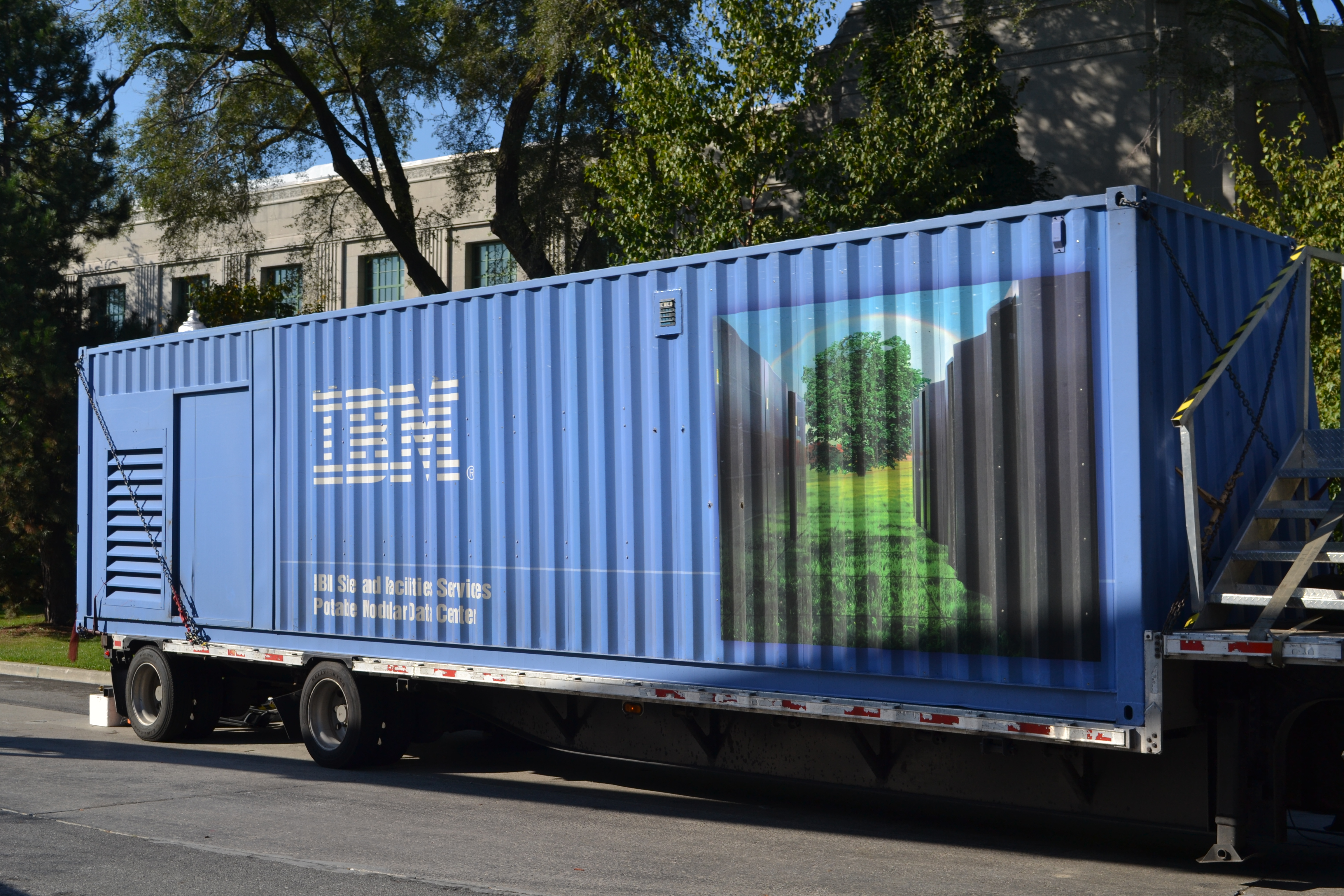
IBM的Portable Modular Data Center.

現時網上商貿、搜尋、雲端運算公司需要快速部署數據中心，又或災難恢復運用，因此廠商開發了流動數據中心（英語：Portable Data Center）解決方案，將伺服器等設備裝入貨櫃，而能夠快速搬運數據中心並在短時間內安裝操作。
生產流動數據中心的廠商和產品包括：
- Google的Google Modular Data Center[57][58][59]、
- 昇陽電腦(已被甲骨文收购)的Sun Modular Datacenter [60]、
- IBM的Portable Modular Data Center[61]
- 思科系统的Containerized Data Center
- HP的Performance Optimized Datacenter
- 华为的Container Data Center Solution[62]
- 亞馬遜公司的AWS Snowmobile[63]

## 应用
一个数据中心的主要目的是运行应用来处理商业和运作的组织的数据。这样的系统属于并由组织内部开发，或者从企业软件供应商那里买。像通用应用有ERP和CRM系统。
一个数据中心也许只关注于操作体系结构，或者也提供其他的服务。常常这些应用由多个主机构成，每个主机运行一个单一的构件。通常这种构件是数据库，文件服务器，应用服务器，中间件以及其他的各种各样的东西。
数据中心也常常用于非工作站点的备份。公司也许预定被数据中心提供的服务。这常常联合备份磁带使用。备份能够将服务器本地的东西放在磁带上，然而，磁带存放场所也易受火灾和洪水的安全威胁。较大的公司也许发送他们的备份到非工作场所。这个通过回投而能够被数据中心完成。加密的备份能够通过Internet发送到另一个数据中心，安全保存起来。

## 參见
- 電腦硬體冷卻
- 灾难恢复
- 电路
- 互联网交换中心
- 互联网托管服务
- 网络运维中心
- 开放计算项目 - Facebook
- Peering
- 服务器农场
- 服务器机房
- 设施管理
- 电信网络
- 犹他数据中心
- 網頁寄存服務